# Erwin Baker
Pour les articles homonymes, voir Cannonball.
Erwin George Baker (dit Cannonball Baker), né le 12 mars 1882 dans le comté de Dearborn et mort de crise cardiaque le 10 mai 1960  à l'hôpital public d'Indianapolis (enterré au cimetière de Crown Hill), était un motocycliste et pilote automobile américain également organisateur de courses de la première moitié du XXe siècle.

## Biographie
Acteur de vaudeville, il se tourna vers la compétition après avoir remporté une course moto de track racing à Crawfordsville (Indiana) vers 1904.
Il était fréquemment payé par divers constructeurs pour promouvoir leurs modèles à deux ou quatre roues grâce à des défis de vitesse de point à point à travers le pays (« No record, no money » leur répétait-il) : il en accomplit ainsi un total de 143 sur tous types de terrains (62 jusqu'en 1924), parcourant de la sorte environ 550 000 miles (soit 890 000 km, plus de 22 fois le tour de la terre). Il débuta cette activité lucrative en 1908, après l'achat d'une Indian.
En janvier 1912, il quitta Indianapolis sur son Indian à deux vitesses pour couvrir 14 000 miles miles en près de trois mois, voyageant à travers la Floride, à Cuba et en Jamaïque, puis à Panama. Il prit alors un bateau à vapeur jusqu'à San Diego, où il s'installa quelque temps pour aller disputer des courses d'endurance en Californie et en Arizona. C'est là qu'il décida de battre le record transcontinental. Après son premier succès en 1914, il reçut le surnom de Boulet de canon de la part d'un journaliste new-yorkais, le comparant avec le train express de l'Illinois Central Railroad répondant à la même comparaison et rendu célèbre par Casey Jones, décédé dramatiquement à bord en 1900. En 1926 le Français Robert Sexé a même le privilège de rencontrer « Cannon Ball. »
Il devint ultérieurement le premier Commissionnaire de la (en) NASCAR, titre essentiellement honorifique décerné pour ses actes répétés en faveur de la cause des courses de Stock-car aux États-Unis.

## Victoires et courses notables
- Indianapolis Motor Speedway: vainqueur de la toute première course organisée sur le circuit, en 1909 (à moto);
- Course de côte du Mont Washington: 1928 (sur Franklin, en 14 min 49 s 6 - record) et 1932 (sur Graham Eight, en 13 min 26 s - record);
  - 11e des 500 miles d'Indianapolis en 1922, sur Frontenac (voiture vainqueur de l'épreuve en 1920 avec son constructeur Louis Chevrolet).

## Records et exploits notables

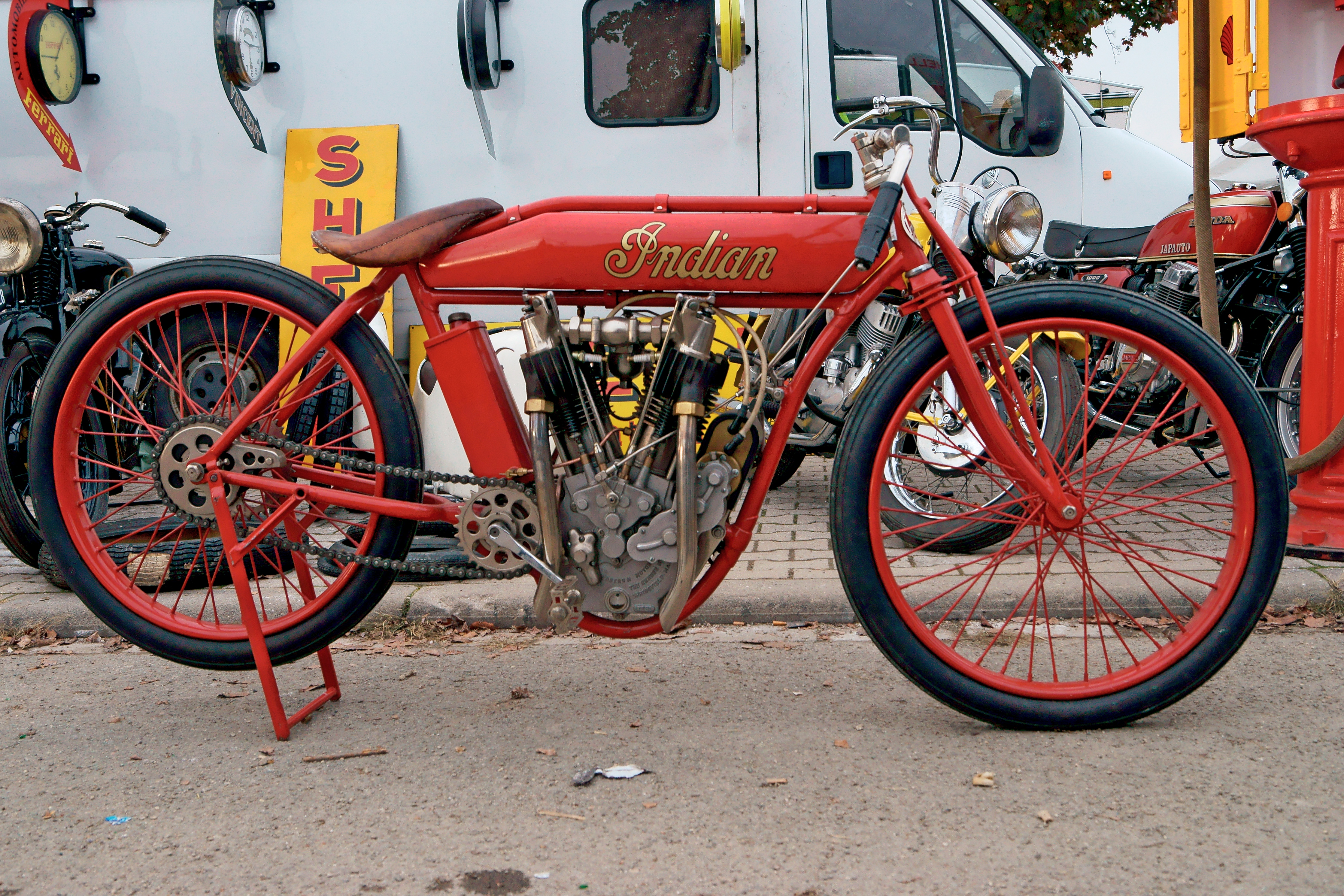
Une Indian Big Twin Racer de 1914.

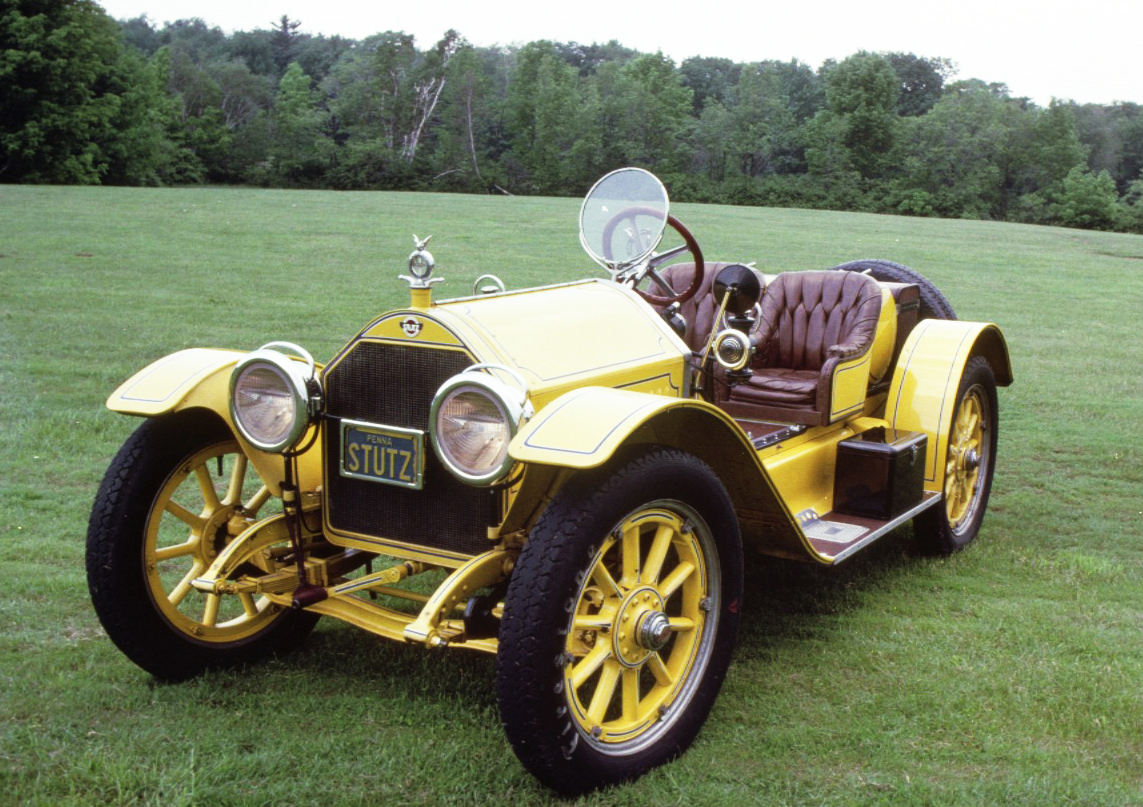
Une Stutz Bearcat de 1913-14.

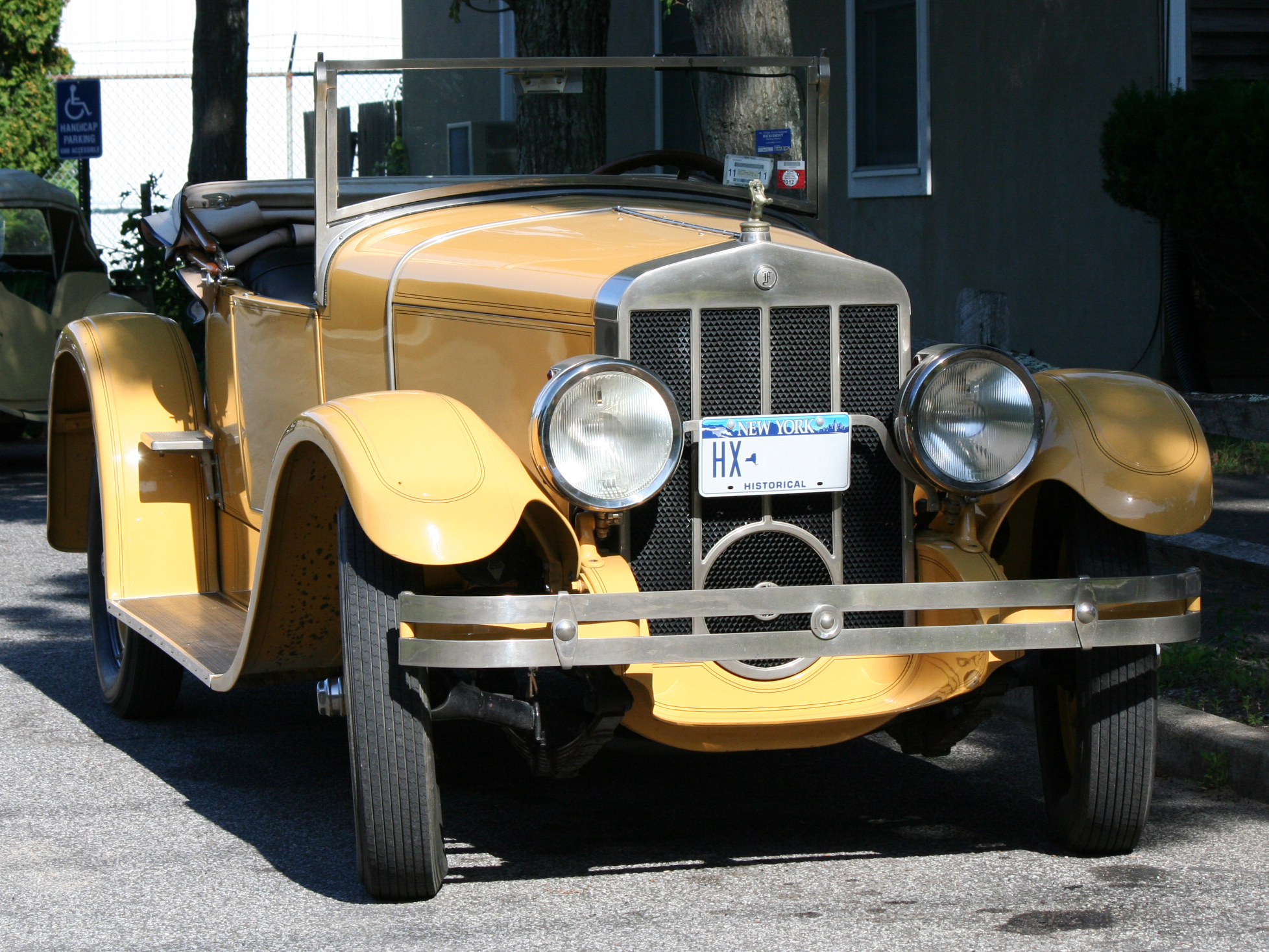
Une Franklin Boattail Roadster de 1927.

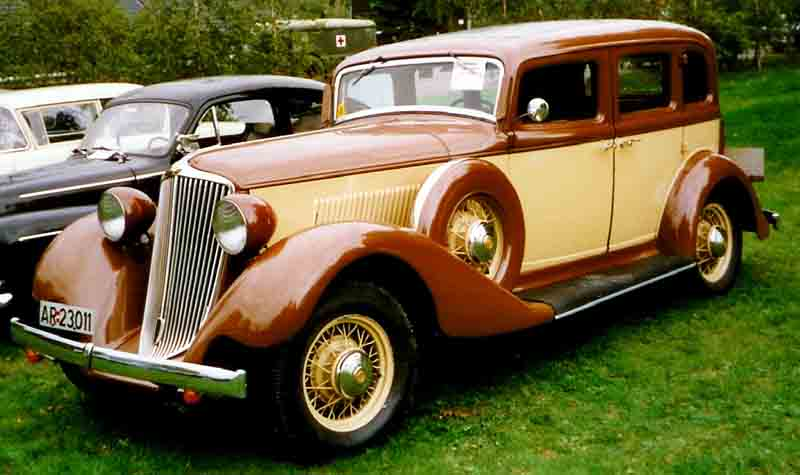
Une Graham Blue Streak V8 Sedan de 1932.

- 143 records de conduite divers, établis des années 1910 aux années 1930;
- Traversées des États-Unis:
  - 1914 : 11 jours (sur Indian, son premier record);
  - 1915 : 11 jours 7 heures et 15 minutes pour relier Los Angeles à New York (sur Stutz Bearcat, avec le journaliste Wim F. Sturm d'Indianapolis);
  - 1916 : 7 jours 11 heures et 52 minutes pour rallier Times Square depuis Los Angeles (sur Cadillac 8 roadster, toujours avec Sturm pour accompagnant; record battu ensuite par une Marmon modèle 34 de 1916);
  - 1924 : 4 jours 14 heures et 15 minutes pour la première traversée hivernale des États-Unis (sur une voiture Gardner Sedan dite Le Buzzard; tellement impressionné par la voiture, il en acheta une immédiatement après);
  - 1926 : 5 jours 17 heures et 30 minutes pour convoyer un camion chargé de deux tonnes de New York à Los Angeles;
  - 1928 : améliore le temps habituellement mis par le 20th Century Limited train entre New York et Chicago;
  - 1933 : 53 heures 30 minutes, record à 80 km/h de moyenne valable jusqu'en 1971 (battu lors du premier Cannonball) entre New York et Los Angeles (sur Graham-Paige 57 Blue Streak 8 à compresseur, son meilleur souvenir);
  - 1941 : 6 517 mile (10 488 km) effectués à travers le pays pour prouver la fiabilité d'un nouveau modèle économique couvert du constructeur Crosley;
  - ...les autres records, ou temps remarquables, transcontinentaux furent établis sur des modèles Ford T, Chrysler Imperial, Marmon, Falcon-Knight (de) et Columbia Tiger, entre autres.

## Distinctions
- Il a donné son nom au Cannonball Baker Sea-To-Shining-Sea Memorial Trophy Dash, une course illégale disputée aux États-Unis entre 1971 et 1979 inspirée de son raid en 1933, qui a donné lieu à cinq films et une série télévisée;
- Il a été introduit au American Motorcyclist Association (AMA) Motorcycle Hall of Fame en 1998.